# Zelotes plumiger
Zelotes plumiger es una especie de arañas araneomorfas de la familia Gnaphosidae.

## Distribución geográfica
Es endémica de Mallorca, en Baleares (España).